# Мида лейка
Мидите лейки (Verpa penis) са вид миди от семейство Penicillidae.
Таксонът е описан за пръв път от Карл Линей през 1758 година.